# شون ديفيس
شون ديفيس (بالإنجليزية: Sean Davis)‏ (8 فبراير 1993 لونغ برانش الولايات المتحدة - ) هو لاعب كرة قدم أمريكي يلعب كلاعب وسط.

## روابط خارجية
- شون ديفيس على موقع الدوري الأمريكي (الإنجليزية)
- شون ديفيس على موقع قاعدة بيانات كرة القدم.إي يو (الإنجليزية)
- شون ديفيس على موقع Soccerway.com (الإنجليزية)
- شون ديفيس على موقع AS.com (الإسبانية)